# Hakuba47ウィンタースポーツパーク

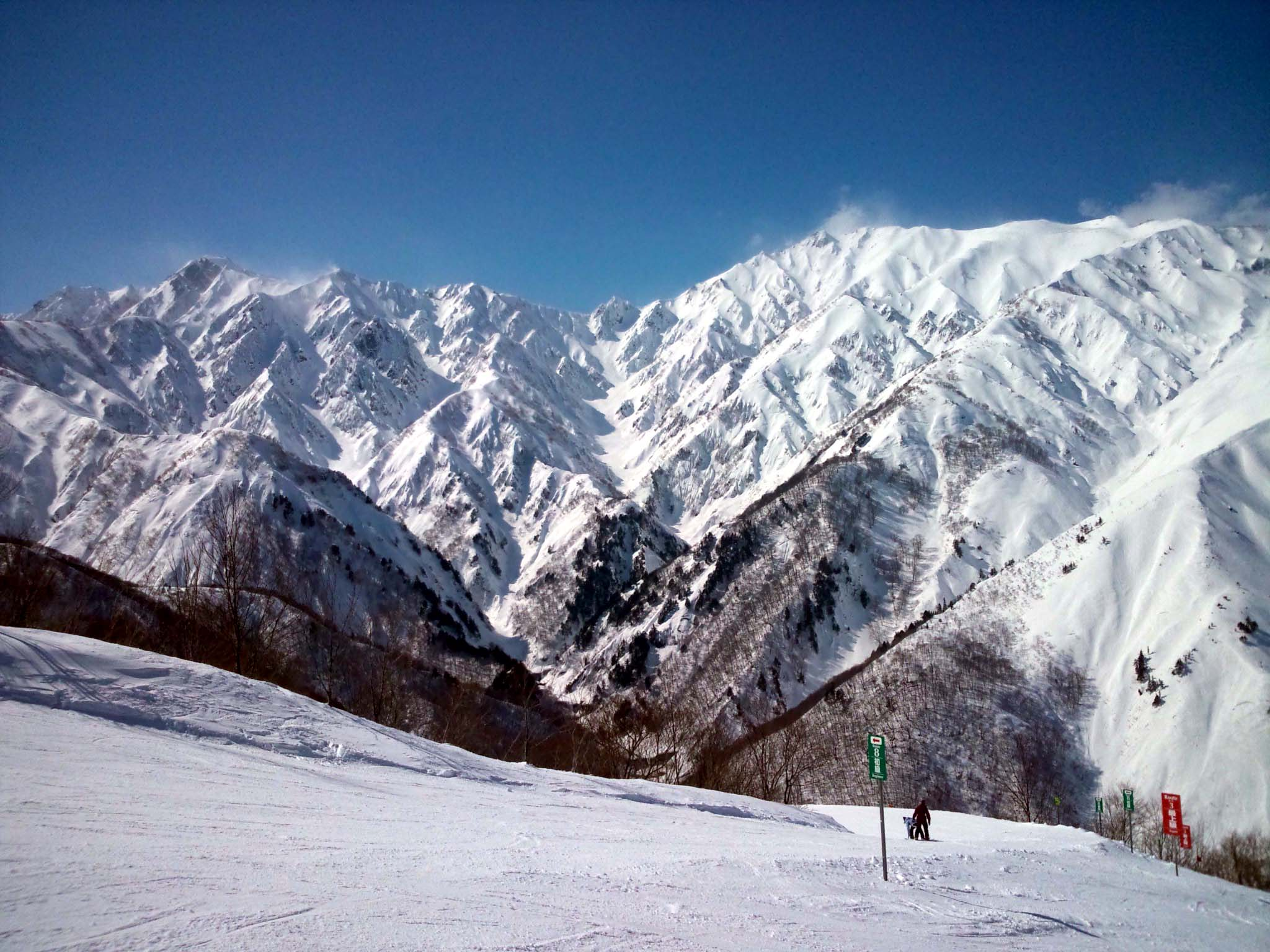
Hakuba47ウィンタースポーツパークから見た白馬連峰。左が五龍岳で右が唐松岳。

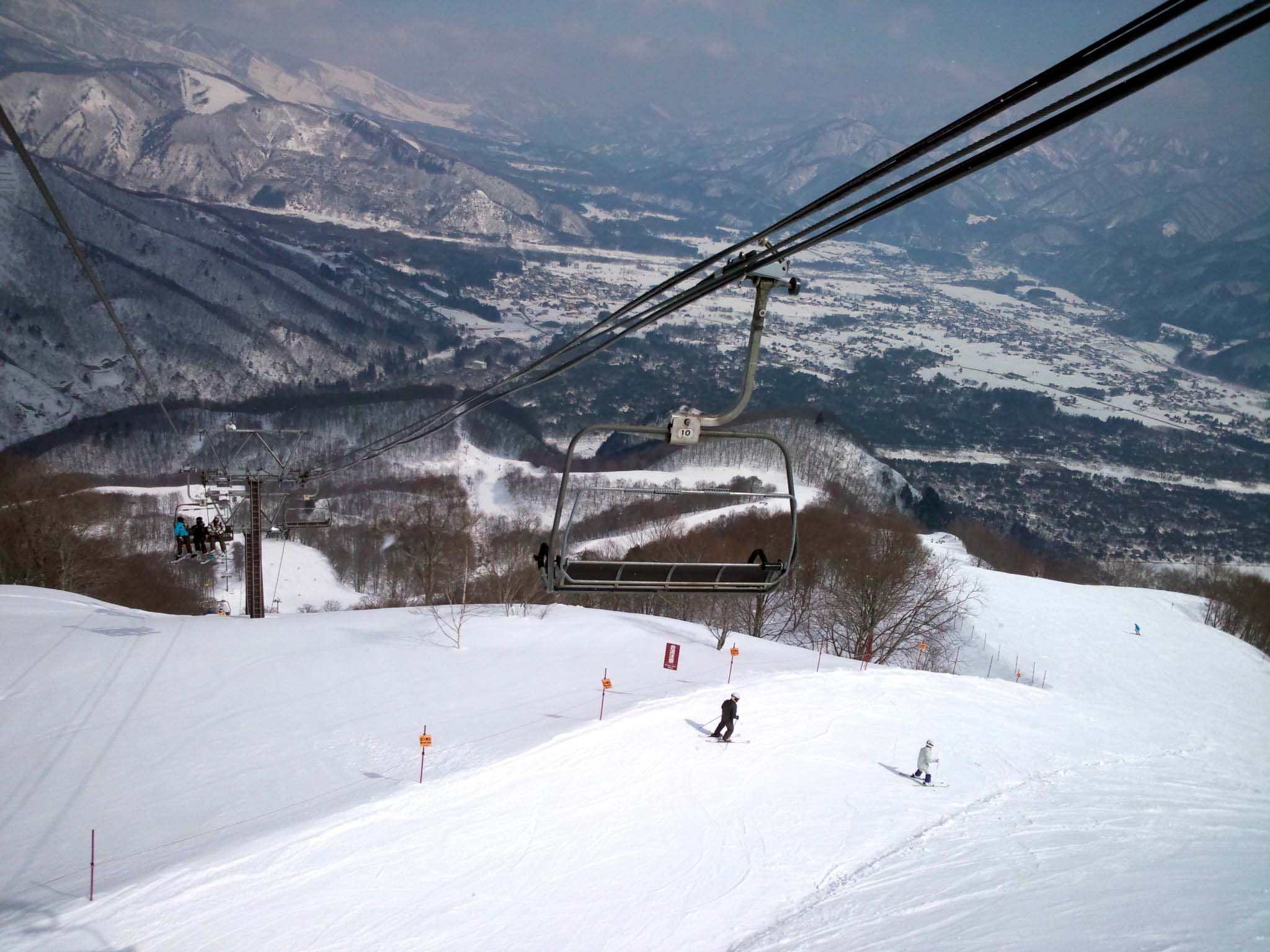
ルート１

Hakuba47ウィンタースポーツパーク（はくばフォーティセブン ウィンタースポーツパーク）は、長野県北安曇郡白馬村にあるスキー場である。通称「よんなな」。1990年12月にオープン。

## 概要
名前の由来は「4シーズン、7デイズ」。一年を通して楽しめるパークにしようという意味が込められている。夏期にはHakuba47マウンテンスポーツパークとして開業しており、トレッキングやマウンテンバイク・BBQ・アスレチックなどのアウトドアスポーツが楽しめる。
ゲレンデ山頂は1676m（地蔵の頭）、ベースエリアからの標高差は856mである。頂上およびゲレンデ中央部で白馬五竜スキー場に連絡しているが、中央部（アドベンチャーコース）は上級者でなければ滑走不可能であり、また、クローズされている場合も多いので、一般利用者は頂上のリフトで移動するのが一般的である。
写真のとおり、目の前にある五竜岳や唐松岳の勇姿を見ながら滑走できる。
| 名称                            | 定員 | 路線長 | 備考                                                             |
| ------------------------------- | ---- | ------ | ---------------------------------------------------------------- |
| ゴンドラリフトLine8（ゴンドラ） | 8名  | 1456m  |                                                                  |
| ペアリフトLineA・B              | 2名  | 595m   |                                                                  |
| クワッドリフトLineC             | 4名  | 1229m  | アドベンチャーコース（上級者コース）により白馬五竜スキー場に接続 |
| ペアリフトLineD                 | 2名  | 993m   | 年末年始及びゴンドラリフトLine8運休時に運行                      |
| 高速ペアリフトLineE             | 2名  | 1036m  | 白馬五竜スキー場に接続                                           |

## 運営母体
オープンから2002年3月までは中京テレビの子会社・株式会社中京テレビリゾート企画が運営していたが、同年4月に独立。以後は株式会社白馬フォーティセブンが運営している。その後の2007年11月、白馬フォーティセブンは新たな設備投資の資金の確保を目的に、自社の全株式をアメリカの大手投資会社「ウォーバーグ・ピンカス」の日本法人に売却し、同社の傘下に入った。

## CM
Hakuba47のテレビCMは、かつての親会社だった中京テレビでスキーシーズン中にスポットCMとして放送される。現地では毎年5月初旬までスキー場として営業しているため、1994年放送版のように4月に入っても放送されていた例もある。2010年から放送されているバージョンは2種類あり、ともに白馬五竜スキー場との共同運営サイトで視聴できる（要Adobe Flashプラグイン）。

### CMソング
- 1992年 初恋のメロディー（五味美保）、最後のわがまま（五味美保）
- 1993年 雪の中で（五味美保）
- 1994年 December通信（丸山みゆき）
- 1995年 Try My Love （横山輝一）
- 1996年 STILL IN LOVE （横山輝一）
- 1997年 North Heaven （横山輝一）